# Fiat 500
Fiat 500 je jedan od prvih gradskih automobila, koji se proizvodio od 1957. do 1975. Automobil je dizajnirao Dante Giacosa. Počeo se prodavati na tržištu 1957. godine kao Fiat Nuova 500.

## Karakteristike
Kupci su mogli odabrati tri različita motora: 479 cc, 499 cc i 594 cc. Prvi motor je imao snagu od 13 KS, drugi 17 KS, a treći 23 KS. Dužina Fiata 500 bila je 297 cm, širina 132 cm i visina 132 cm, a težina 500 kilograma.
Dvocilindrični motor Fiata 500 bio je postavljen straga, sa stražnjim pogonom. Mjenjač je bio četverobrzinski, a spremnik goriva mogao je primiti 20 litara.

## Modeli
K ili Giardiniera (1960-1977)
Karavan verzija Fiata 500 koja se najduže proizvodila.Motor je bio smješten ispod poda prtljažnika da radi više mjesta.Ova verzija je bila opremljena vratima koja se otvaraju unatrag.
L or Lusso  (1968-1972)
Glavna promjena kod ovog modela je to što je dobio novu, moderniju unutrašnjost, uključujući i kokpit. Bio je promijenjen izgled i komfort.